# James Woods
James Woods   (Vernal, 18 d'abril de 1947) és un actor estatunidenc.

## Biografia
Va ser acceptat inicialment a l'Acadèmia de la US Aire Force per esdevenir pilot de caça; a continuació estudia ciències polítiques al Massachusetts Institute of Technology, però abandona el seu curs l'any 1969 després de llicenciar-se per començar una carrera d'actor. Obté el seu primer paper a la televisió en un episodi de Kojak en 1974.
Els anys 1980 actua sobretot Videodrome de David Cronenberg, Era una vegada a Amèrica de Sergio Leone (interpreta Max, l'acolit de Robert De Niro), Cop de James B. Harris, etc.
El 1995, Woods interpreta el paper del proxenta Lester Diamond en Casino de Martin Scorsese. El mateix any, obté el paper d'H. R. Haldeman en Nixon, un biopic sobre el president Richard el Sr. Nixon, realitzat per Oliver Stone.
James Woods apareix en la sèrie Els Simpson, en la qual fa el seu propi paper (temporada 5, episodi 13).
Apareix igualment en la sèrie Els Griffin com ell mateix en cinc episodis : Peter's Got Woods (temporada 4, episodi 11), Back to the Woods (temporada 6, episodi 9), Brian Griffin's House of Payne (temporada 8, episodi 15), And Then There Were Fewer (temporada 9, episodi 1) i Tom Tucker The Man and His Dream (temporada 10, episodi 13).
El 2004, és la veu de Mike Toreno en el joc Gran Theft Auto : San Andreas.
Quentin Tarantino va proposar el paper del Sr. Taronja en Reservoir Dogs, finalment interpretat per Tim Roth, a James Woods per la intermediació de la seva agència, que era llavors Creative Artists Agency. Però l'agència, jutjant el cachet de 50.000 $ massa fluix, refusa fins i tot sense consultar l'actor. Quan Tarantino demana més tard a Woods perquè ha refusat el paper, Woods queda estupefacte en saber la notícia, responent a Tarantino que hauria fet gratuïtament el paper. Furiós, canvia d'agència per representar-lo, signant un nou contracte amb Internacional Creative Management.
El seu germà, Michael Jeffrey Woods, mor brutalement el juliol de 2006 en el rodatge de la temporada 1 de Shark.
El juliol de 2013, amb 66 anys, i després d'una relació de set anys amb Ashley Madison, de 26 anys, James Woods se separa de la seva companya.

## Filmografia

### Cinema

#### Pel·lícules
- 1972: Hickey and Boogs: Lt. Wyatt
- 1972: The Visitors: Bill Schimdt
- 1973: The Way We Were: Frankie McVeigh
- 1974: The Gambler : l'empleat de banca
- 1975: La nit es mou (Night Moves): Quentin
- 1975: Distance: Larry
- 1976: Alex and the Gipsy: Crainpool
- 1976: The Billion Dolar Bubble: Art Lewis
- 1977: The Choirboys: Harold Bloomguard
- 1979: El camp de cebes (The Onion Field): Gregory Powell
- 1980: The Black Marble: el jugador de violí
- 1981: Testimoni presencial (Eyewitness) : Aldo Mercer
- 1982: Fast-Walking: Fast-Walking
- 1982: Split Imatge de Ted Kotcheff: Charles Pratt
- 1983: Videodrome: Max Renn
- 1984: Hi havia una vegada a Amèrica (Once Upon a Time in America): Maximilian 'Max' Bercovicz (adult) / Senador Bealley
- 1984: Contra tot risc (Against All Odds): Jake Wise
- 1985: Joshua Then and Now: Joshua Shapiro
- 1985: Cat's Eye: Richard "Dick" Morrison
- 1986: Salvador: Richard Boyle
- 1987: Cop, amb la llei o sense (Cop): Lloyd Hopkins
- 1987: Best Seller: Cleve
- 1988: The Boost: Lenny Brown
- 1989: Immediate Family: Michael Spector
- 1989: True Believer de Joseph Ruben: Eddie Dodd
- 1991: The Hard Way: Tinent John Moss
- 1992: Straight Talk: Jack Russell
- 1992: El cop perfecte (Diggstown): Gabriel Caine
- 1992: Chaplin: Joseph Scott
- 1994: L'especialista (The Specialist): Ned Trent
- 1994: Curse for the Starving Class: Weston Tate
- 1994: La fugida (The Getaway) : Jack Benyon
- 1995: Casino: Lester Diamond
- 1995: Nixon d'Oliver Stone: H.R. Haldeman
- 1996: Fantasmes del passat (Ghosts of Mississippi): Byron De la Beckwith
- 1996: For Better or Worse de Jason Alexander: Reggie Makeshift
- 1996: El corredor de la mort (Killer: A Journal of Murder): Carl Panzram
- 1997: Kicked in the Head: Oncle Sam
- 1997: Hèrcules: Hades (veu)
- 1997: Contact de Robert Zemeckis: Michael Kitz
- 1998: Un altre dia al paradís (Another Day in Paradise): Mel
- 1998: Vampires: Jack Crow
- 1999: Virgin Suicides: Ronald Lisbon
- 1999: The General's Daughter: Robert Moore
- 1999: Any Given Sunday: Dr. Harvey Mandrake
- 1999: True Crime de Clint Eastwood: Alan Mann
- 1999: Play It to the Bone: un fan a la primera fila
- 2001: Final Fantasy: La força interior (Final Fantasy: The Spirits Within): General Hein (veu)
- 2001: Scary Movie 2: Pare McFeely
- 2001: Race to Space: Wilheim Von Huber
- 2001: Recess: School's Out: Dr Philliam "Phil" Benedict (veu)
- 2002: Riding in Cars with Boys: el Sr. Leonard De Onofrio
- 2002: John Q: Dr. Turner
- 2002: Mickey's House of Villains: Hadès (veu)
- 2002: Little Warriors (documental): narrador
- 2003: Northfork: Walter O'Brien
- 2003: This Girl's Life: Pops
- 2004: Z Channel: A magnificent obsession (documental): ell mateix
- 2004: The Easter Egg Adventure: Grab Takit (veu)
- 2005: Be Cool: Tommy Athens
- 2005: Pretty persuasion: Senyor Joyce
- 2005: Ark: Jallak
- 2007: Bojos pel surf (Surf's Up): Reggie Belafonte (veu)
- 2008: Any American Carol: agent Grosslight
- 2010: Justice League: Crisis On Two Earths: Owlman (veu) (Directe per Video)
- 2011: Straw Dogs de Rod Lurie: Tom Heddon
- 2013: Jobs de Joshua Michael Stern: Jack Dudman
- 2013: White House Down de Roland Emmerich: agent Walker
- 2013: Officer Down de Brian A Miller: capità Verona
- 2013: Jamesy Boy de Trevor White: Lt Falton

#### Com realitzador
- 2002: Falling in Love in Pongo Ponga
- data de sortida desconeguda: Any American Girl (amb Kristen Stewart)

### Televisió

#### Telefilms
- 1971: All the Way Home: Andrew Lynch
- 1972: Footsteps/Nice Guys Finish Last: un periodista
- 1972: A Great American Tragedy: Rick
- 1975: Foster and Laurie: Walter
- 1976: Raid on Entebbe: Capt. Sammy Berg
- 1976: F. Scott Fitzgerald in Hollywood: Leonard (Lenny) Schoenfeld
- 1976: The Disappearance of Aimee: Joseph Ryan
- 1978: The Gift of Love: Alfred Browning
- 1979: The Incredible Journey of Doctor Meg Laurel: Sin Eater
- 1979: And Your Name Is Jonah de Richard Michaels: Danny Corelli
- 1985: Badge of the Assassin: Robert K. Tannenbaum
- 1986: Promise: D.J.
- 1987: In Love and War: James B. (Jim) Stockdale
- 1989: My Name Is Bill W.: Bill Wilson
- 1990: Women and Men: Stories of Seduction: Robert
- 1991: The Boys: Walter Farmer
- 1992: Ciutadà Cohn (Citizen Cohn): Roy Marcus Cohn
- 1993: Jane's House: Paul Clark
- 1994: Next Door: Matt Coler
- 1995: Indictment: The McMartin Trial: Danny Davis
- 1996: The Summer of Ben Tyler: Temple Rayburn
- 1999: World's Deadliest Earthquakes: convidat
- 1999: Robbie the Reindeer in Hooves of Fire: narrador
- 2000: Dirty Pictures: Dennis Barrie
- 2002: Legend of the Lost Tribe: narrador / The Vikings (veu)
- 2003: Rudy: The Rudy Giuliani Story: Rudolph (Rudy) Giuliani
- 2006: End Game: Vaughn Stevens
- 2011: Too Big to Fail de Curtis Hanson: Richard Fuld
- 2013: Mary and Martha: Tom

#### Sèries de televisió
- 1973: Police Story: Lewis Packer (temporada 4)
- 1974: Kojak - Temporada 1, episodi 13 (Death is not a passing Grade): Caz Mayer
- 1975: The Streets of San Francisco: Doug (temporada 4, episodi 8)
- 1975: The Rookies (sèrie TV): Ted Ayres (temporada 4, episodi 9)
- 1977: Holocauste (Holocaust): Karl Weiss (temporada 1)
- 1979: Young Maverick: Lem Fraker (temporada 1)
- 1993: Dream On: Dennis Youngblood (temporada 4, episodi 1)
- 1993: Fallen Angel: Mickey Cohen (temporada 1, episodi 6)
- 1998: Hercules: Hades (veu) (temporada 1)
- 2000: Clerks: Major Baklava (temporada 1)
- 2001: House of Mouse (sèrie d'animació): Hadès (veu)
- 2003: Odd Job Jack (sèrie d'animació): 	Manny Kowalski
- 2005: Urgències (E.R.): Dr. Nate Lennox (temporada 12, episodi 13)
- 2006: Entourage: ell mateix (temporada 3, episodi 1)
- 2006-2008: Shark: Sebastian Shark
- 2013: Ray Donovan: Patrick Sullivan

## Premis i nominacions

### Premis
- Golden Globus 1987 : millor actor en una mini-sèrie o un téléfilm per Promesa
- Emmy Awards 1987: millor actor en una mini-sèrie o un telefilm per Promesa
- Independent Spirit Awards 1987: millor actor per Salvador
- Emmy Awards 1989: millor actor en una mini-sèrie o un telefilm per My Name Is Bill W.
- Festival internacional de la pel·lícula de Catalunya 1996: millor actor per Killer : Journal d'un assassin
- Satellite Awards 1997 : millor actor en una pel·lícula dramàtica per Killer : Journal d'un assassin
- Saturn Awards 1999 : millor actor per Vampires
- Emmy Awards 2000: millor intèrpret en un programa d'animació per Hèrcules
- Satellite Awards 2001 : millor actor en una mini-sèrie o un telefilm per Dirty Pictures
- Satellite Awards 2004 : millor actor en una mini-sèrie o un telefilm per Rudy: The Rudy Giuliani Story

### Nominacions
- Golden Globus 1980 : millor actor en una pel·lícula dramàtica per Tueurs de flics
- Oscars 1987 : millor actor per Salvador
- Golden Globus 1988 : millor actor en una mini-sèrie o un telefilm per l'Afer del golf de Tonkin
- Independent Spirit Awards 1988: millor actor per Pacte amb un tueur
- Independent Spirit Awards 1989: millor actor per The Boost
- Golden Globus 1990 : millor actor en una mini-sèrie o un telefilm per My Name Is Bill W.
- Golden Globus 1993 : millor actor en una mini-sèrie o un telefilm per Citizen Cohn
- Emmy Awards 1993: millor actor en una mini-sèrie o un telefilm per Citizen Cohn
- Emmy Awards 1995: millor actor en una mini-sèrie o un telefilm pel Silenci dels innocents
- Golden Globus 1996 : millor actor en una mini-sèrie o un telefilm pel Silenci dels innocents
- Oscars 1997 : millor actor en un segon paper pels Fantasmes del passat
- Golden Globus 1997 : millor actor en un segon paper pels Fantasmes del passat
- Golden Globus 2001 : millor actor en una mini-sèrie o un telefilm per Dirty Pictures
- Screen Actors Guild Awards 2001 : millor actor en una mini-sèrie o un telefilm per Dirty Pictures
- Emmy Awards 2003: millor actor en una mini-sèrie o un telefilm per Rudy: The Rudy Giuliani Story
- Emmy Awards 2006: millor actor convidat en una sèrie dramàtica per un episodi de la sèrie Urgències
- Satèl·lit Awards 2007 : millor actor en una sèrie televisada dramàtica per Shark
- Emmy Awards 2011 : millor actor en un segon paper en una mini-sèrie o un telefilm per Too Big to Fail : Débâcle a Wall Street
- Satellite Awards 2011 : millor actor en un segon paper en una sèrie televisada, una mini-sèrie o un telefilm per Too Big to Fail : Débâcle a Wall Street
- Screen Actors Guild Awards 2012 : millor actor en una mini-sèrie o un telefilm per Too Big to Fail : Débâcle a Wall Street